# Henri Lhéritier
Henri Lhéritier (Ribesaltes, Rosselló, 18 de març de 1946 - Montpeller, 20 de març de 2016) fou un escriptor i vinyater nord-català en llengua francesa.
Amant de les paraules i del vi, va crear i va animar a Ribesaltes "La Maison du Muscat ". També va ser membre del jurat de les Vendanges littéraires de Rivesaltes, on va fer amistat amb Jean Echenoz, Christian Oster, Charles Juliet i Jaume Cabré. Va llegir tota la producció de Pierre Benoît, però no va començar a publicar fins al 1999 quan va escriure Crest et Romani.

## Publicacions
- Agly (Éditions Trabucaire, 2002)
- De singuliers bourgeois (Trabucaire, 2004)
- Autoportrait sauvé par le vent (Trabucaire, 2007)
- Le défilé du condottiere (Trabucaire, 2009)
- Réquiem pour Mignon (Trabucaire, 2011)
- Moi et Diderot (et Sophie) (Trabucaire, 2013) ; préface de Michel Onfray
- Éditions Trabucaire. Figures et territoires (en francès), 2013. ISBN 978-2-84974-184-9.
- Les vêpres siciliennes (Trabucaire, 2015)